# Liangkou, Guangdong
Liangkou (kinesiska: 良口) är en köping i sydöstra Kina. Den ligger i stadsdistriktet Conghua i provinshuvudstaden Guangzhou i provinsen Guangdong, omkring 81 kilometer nordost om centrala Guangzhou. Antalet invånare är 32 829. Befolkningen består av 15 937 kvinnor och 16 892 män. Barn under 15 år utgör 19,0 %, vuxna 15-64 år 71 %, och äldre över 65 år 9,0 %.